# Glemmer du
"Glemmer du" er en dansk sang lanceret i filmen Odds 777 fra 1932. Sangen har tekst af Børge og Arvid Müller og musik af Kai Normann Andersen og blev i filmen sunget af Liva Weel.

## Sangteksten
I Odds 777 spiller Liva Weel køkkenpigen Hansy Hansen, der ved en tilfældighed vinder en mindre formue på hestevæddeløb og efterfølgende forvandler sig til en 'konsulinde Hansy', der for pengene indlogerer sig på et badehotel og her møder den pæne godsejer Rosen (Emanuel Gregers), som hun forelsker sig, hvilket ser ud til at være gensidigt. Hansys penge slipper imidlertid op, og hun må i første omgang vende tilbage til køkkenarbejdet, og da hun sidder her, finder hun en rose, som hun har fået af godsejeren. Hun mindes de gode dage på hotellet med en (foreløbig) erkendelse af, at "minderne har jeg da lov at ha'" og synger derpå sangen "Glemmer du".
Sangen består af et enkelt vers og et omkvæd, henholdsvis på ti (to gange fem) linjer og otte linjer. I versdelen beskrives situationen, hvor sangeren blandt andet erkender, at det er hende, der har forladt den anden. I omkvædet beskrives længslen efter den tabte kærlighed med ord som "Glemmer du, så husker jeg det ord for ord".

## Melodi
Kai Normann Andersens melodi er holdt i en melankolsk tone og en langsom tredelt takt, der understøtter den let sørgmodige tekst, men også åbner for en flig af et håb.
Melodien til "Glemmer du" er en af de 12 Andersen-sange, der kom med i kulturkanonen.

## Andre versioner
"Glemmer du" er udgivet i flere nyere versioner. I 1992 var den en af de sange, som Ulla Henningsen sang i rollen som Liva Weel i tv-serien Kald mig Liva (også udgivet på et album af samme navn). Birthe Kjær har indsunget den i 1976 og udsendt den på flere album, blandt andet Dejlige danske..., og Paprika Steen indsang nummeret på albummet Danske Filmhits (2006).